# Sint-Nicolaaskerk (Rüütli tänav)
De Sint-Nicolaaskerk (Estisch: Niguliste kirik, Duits: Nikolaikirche) is een voormalige rooms-katholieke, later lutherse kerk in de Estische hoofdstad Tallinn. Ze ligt aan de Rüütli tänav (‘Ridderstraat’) aan de voet van de Domberg in Vanalinn, het oude centrum van de stad.
Er is in Tallinn nog een tweede Sint-Nicolaaskerk. Die ligt aan de Vene tänav (‘Russische straat’) en is Russisch-orthodox.

## Geschiedenis

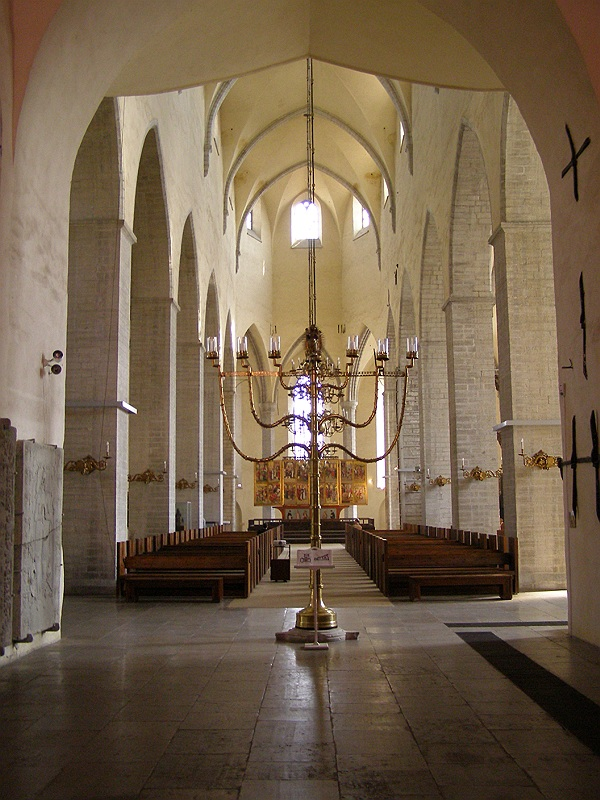
Interieur van de Sint-Nicolaaskerk

De kerk is tussen 1230 en 1275 gebouwd door Westfaalse kooplui, die van het eiland Gotland naar Reval (de toenmalige naam van Tallinn) waren getrokken. De kerk werd gewijd aan Nicolaas van Myra, de beschermheilige van de kooplieden, zeelui en vissers. Omdat de vestingwerken van Tallinn toentertijd nog niet af waren, kreeg de kerk aanvankelijk de opzet van een weerkerk. Pas in de 14e eeuw, toen Reval was voorzien van een degelijke stadsmuur, werd de Sint-Nicolaaskerk een gewone parochiekerk.
Tussen 1405 en 1420 kreeg de kerk haar huidige gotische uiterlijk. Het middenschip werd aanzienlijk groter en hoger dan de zijbeuken en de kerk kreeg de opzet van een basiliek. In 1515 werd de toren hoger gemaakt en voorzien van een laatgotische torenspits. In de 17e eeuw werd de toren versterkt en kreeg hij een barokke spits. Sindsdien is de toren 105 meter hoog; de Sint-Nicolaaskerk is daarmee na de Sint-Olafkerk (123,7 meter) de kerk met de hoogste torenspits van Tallinn.
De Sint-Nicolaaskerk was de enige kerk in Tallinn die verschoond bleef van de Beeldenstorm die de stad in 1523 en 1524 teisterde. Het kerkbestuur overhandigde de beeldenstormers keurig de sleutels van de kerk waarom ze vroegen, maar had gesmolten lood in de sleutelgaten gegoten, zodat de beeldenstormers niets met de sleutels konden. Later, toen Estland definitief voor het protestantisme had gekozen, werd de kerk alsnog luthers.
Op 9 maart 1944, tijdens de Duitse bezetting van Estland in de Tweede Wereldoorlog, werden grote delen van Tallinn door de Sovjetluchtmacht gebombardeerd. De Sint-Nicolaaskerk werd daarbij vrijwel met de grond gelijkgemaakt. De meeste kunstschatten konden echter tijdig in veiligheid worden gebracht. Tussen 1953 en 1984 werd de kerk herbouwd.
Vandaag de dag is de Sint-Nicolaaskerk een dependance van het Kunstmuseum van Estland, waarvan de hoofdvestiging ligt in het Kadriorgpark. In de kerk is religieuze kunst te bezichtigen. Vanwege de goede akoestiek wordt ze ook gebruikt als concertzaal. Sinds 1981 is Andres Uibo de vaste organist van de Sint-Nicolaaskerk.

## Kunstschatten
Het belangrijkste kunstwerk van de Sint-Nicolaaskerk is het schilderij van een dodendans van de Lübeckse kunstenaar Bernt Notke in de Antoniuskapel. Van het oorspronkelijk 30 m lange werk van 1508/09 is slechts een kwart bewaard gebleven. Naar men vermoedt is deze dodendans een replica van die in de Marienkirche in Lübeck, die in 1942 bij een Brits bombardement verloren is gegaan.

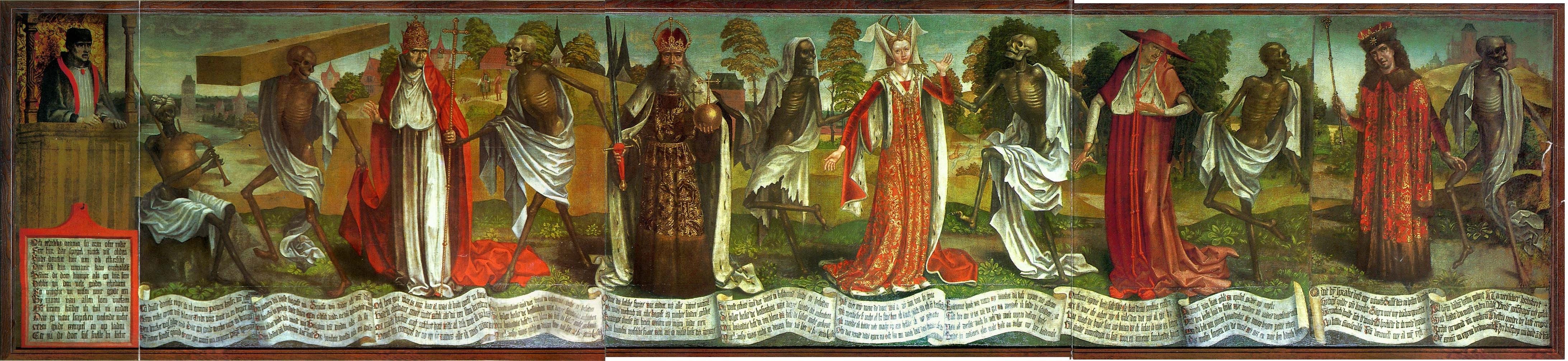
De Tallinnse ‘Dodendans’ van Bernt Notke

Het hoogaltaar van de Sint-Nicolaaskerk werd in de jaren 1478-1481 vervaardigd in de werkplaats van Hermen Rode uit Lübeck. Het was daar besteld door de ‘Bruderschaft der Schwarzhäupter’, een vereniging van kooplui die in veel Baltische steden vertegenwoordigd was, en kostte toentertijd 1.250 Lübische Mark. De panelen van het altaar laten het leven van de Heilige Nicolaas zien. Boven op het altaar bevindt zich houtsnijwerk: meer dan dertig figuren. Dit wordt de ‘heiligengalerij’ genoemd. Het oudste paneel zit in de rechtervleugel van het altaar en laat de zeven torens van Lübeck zien.

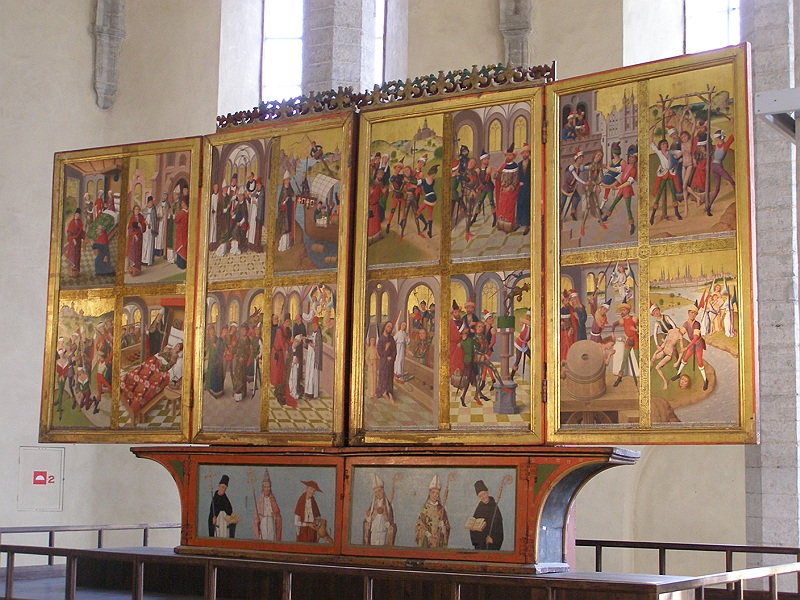
Hoogaltaar van de Sint-Nicolaaskerk

Andere kunstwerken die in de kerk zijn te bezichtigen, zijn het Maria-altaar (ca. 1500) en het altaar van de Heilige Familie, vervaardigd rond 1490 in de werkplaats van Jan Borreman in Brussel. Het altaar van het Lijden van Christus (ook wel Antoniusaltaar genoemd) werd op bestelling van de ‘Bruderschaft der Schwarzhäupter’ vermoedelijk in de jaren 1510-1515 door Adriaen Isenbrant in Brugge geschilderd. De Tallinnse meester Michel Sittow maakte het later af.
In de zilverkamer van de kerk zijn pronkstukken van de gilden en de Schwarzhäupter te bezichtigen.

## Charles Eugène de Croÿ

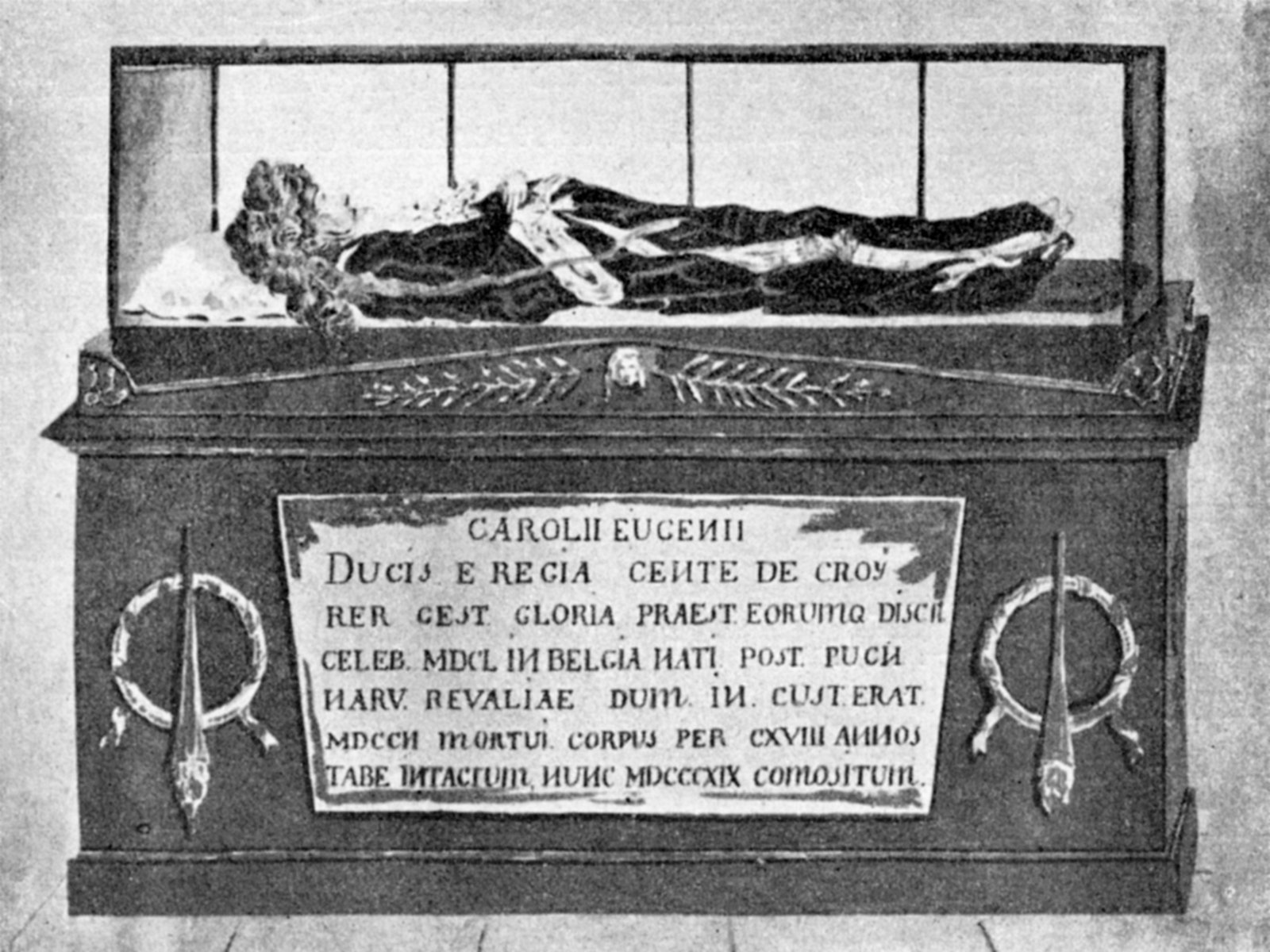
De mummie van Charles Eugène de Croÿ. Tekening uit de 19e eeuw

In een zijkapel van de Sint-Nicolaaskerk was bijna tweehonderd jaar lang het gemummificeerde lichaam van de tsaristische veldmaarschalk Graaf Charles Eugène de Croÿ te bezichtigen. Hij voerde in 1700 het bevel over de Russische troepen in de Slag om Narva, die door de Zweden gewonnen werd. Hij werd door het Zweedse leger gevangengenomen en stierf in 1702 in gevangenschap in Tallinn, toen een Zweedse stad. Omdat niemand de kosten van zijn begrafenis wilde dragen, bleef zijn inmiddels gemummificeerde lichaam boven de aarde liggen in de Sint-Nicolaaskerk. Het werd een van de bezienswaardigheden van de stad. Pas in 1897 lieten de toenmalige autoriteiten hem begraven.

## Bron
- Dit artikel of een eerdere versie ervan is een (gedeeltelijke) vertaling van het artikel Niguliste kirik op de Duitstalige Wikipedia, dat onder de licentie Creative Commons Naamsvermelding/Gelijk delen valt. Zie de bewerkingsgeschiedenis aldaar.

Kadriorgpaleis · Sint-Nicolaaskerk · KUMU · Mikkelmuseum · Adamson-Eric Museum
- Library of Congress Control Number: n77019672
- Nationale Bibliotheek van Letland: 000301031
- MusicBrainz: 447d09eb-65ea-44c6-a335-6bf4c0896423
- Nationale Bibliotheek van Israël: 987007266058305171
- Virtual International Authority File: 1053160848413808210007